# Cranoglanis songhongensis
Cranoglanis songhongensis är en fiskart som beskrevs av Nguyen 2005. Cranoglanis songhongensis ingår i släktet Cranoglanis och familjen Cranoglanididae. Inga underarter finns listade i Catalogue of Life.